# Богданов, Иван Миныч
Иван Миныч Богданов (1802—1867) — русский дворянин, генерал, участник Русско-турецкой (1828-1829) и Кавказской войны.

## Биография
Иван Богданов родился 19 июня 1802 года, происходил из дворян Московской губернии; получил образование в горном кадетском корпусе.
Начав службу в Бородинском егерском полку подпрапорщиком в 1820 г., он в том же году был произведён в чин портупей-прапорщика и, по воле начальства, переведён сначала в 28-й егерский, затем в Московский пехотный полк, и наконец, в 1826 г. в чине подпоручика — в Астраханский гренадерский.
Произведённый в 1828 году в поручики, он в следующем году был назначен адъютантом к командиру 2-й бригады 14-й пехотной дивизии, генерал-майору Каханову 2-му, и принял участие в переходе войск через Борясомское ущелье в Азиатскую Турцию до крепости Ахалцыха и во взятии последней. В 1830 г., находясь под командой генерал-лейтенанта барона Розена, Богданов принимал участие в движениях войск в Северном Дагестане и в Кумыкском владении, где открылось народное волнение. В перестрелке у селения Гимры с кайсобулинцами Богданов выказал отличную храбрость и был награждён орденом св. Анны 4-й степени, с надписью «За храбрость». В 1831 г. Богданов, в отряде генерал-майора Каханова, принимал участие в походе к крепости Бурной, которая была обложена скопищами Кази-Муллы, причём находился в огне при Мусилим-ауле и при Тарках, а позже — при селении Ерпени и в Тасильк-Елчи. За боевые заслуги Богданов получил орден св. Анны 3-й степени с бантом. 22 августа, после занятия селения Казанища, Богданов вместе с отрядом генерала Каханова двинулся к крепости Дербент, осаждённой Кази-Муллою; крепость была освобождена от блокады.
В 1832 г. Богданов был назначен адъютантом к Смоленскому, Витебскому и Могилёвскому генерал-губернатору князю Хованскому. Состоя в этой должности до декабря 1836 г., Богданов исполнял различные поручения генерал-губернатора. В том же 1833 г. Богданов был переведён в лейб-гвардии Павловский полк с чином подпоручика, а в 1836 г. награждён орденом св. Владимира 4-й степени. В 1837 г. Богданов был прикомандирован к штабу Отдельного корпуса жандармов, в котором и протекла его долголетняя служебная деятельность.
В 1838 г. он был назначен адъютантом к Ярославскому жандармскому штаб-офицеру, в 1842 г. произведён в майоры и послан жандармским штаб-офицером в Тифлис, в 1843 г. перемещён во Владимирскую губернию. 12 января 1846 г. награждён орденом св. Георгия 4-й степени (№ 7488 по списку Григоровича — Степанова).
Чин полковника Богданов получил в 1855 г., за отличие по службе, а в 1866 г. был произведён в генерал-майоры и уволен от службы с мундиром и полной пенсией.
Иван Миныч Богданов умер 12 октября 1867 года.